# Kleinkreuz-Prunkläufer

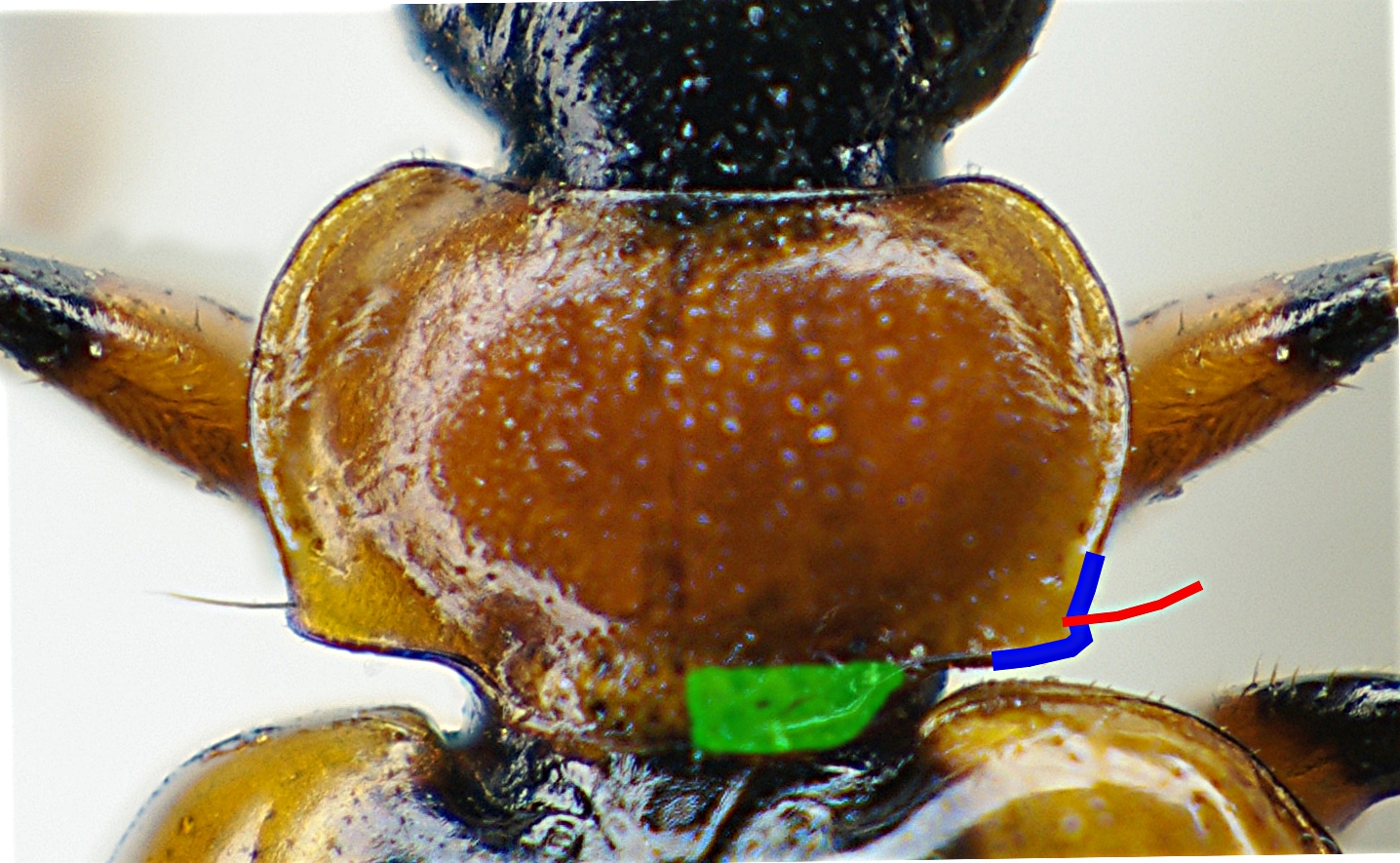
Abb. 1: Halsschild, rechts teilweise koloriert
blau: Hinterwinkel, rot: Seta, grün: Erweiterung

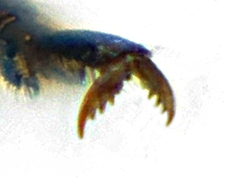
Abb. 2: Krallenpaar des Hinterbeines

Der Kleinkreuz-Prunkläufer (Lebia cruxminor) ist ein Käfer aus der Familie der Laufkäfer und der Unterfamilie der Lebiinae.
Der Gattungsname Lebia kommt von altgr. λεβίας lebías „Leberfisch“ mit unklarem Bezug. Der Artname cruxminor ist aus lat. crux „Kreuz“  und minor „kleiner“ gebildet, bezieht sich auf die kreuzförmige Zeichnung der Flügeldecken und ist in den deutschen Namen übertragen worden.
Das auffallend gefärbte und seltene Tier steht auf mehreren Roten Listen.

## Merkmale des Käfers
Der Käfer wird 5,5 bis 7 Millimeter groß. Er ist stark glänzend, der Kopf ist schwarz, der Halsschild rot und die Flügeldecken leuchtend gelbrot mit schwarzer Zeichnung.
Die Mundwerkzeuge zeigen nach vorn. Die Augen sind groß und gewölbt. Die elfgliedrigen Fühler sind fadenförmig und erst ab dem vierten Glied dichter behaart.
Der gerandete Halsschild ist kahl und viel breiter als lang. Er hat eine recht ungewöhnliche Form. An der Basis ist die Mitte des Halsschildes auf mehr als der halben Breite trapezförmig nach hinten verlängert (Abb. 1 rechts grün). Die Hinterwinkel (Abb. 1 rechts blau) enden spitz und tragen je eine Borste (Abb. 1 rechts rot).
Die nur spärlich behaarten Flügeldecken sind auffallend breit und flach. Am Ende sind sie senkrecht zur Körperachse abgestutzt, das Hinterleibsende bleibt unbedeckt. Das „Kreuz“ besteht aus einer breiten Querbinde hinter der Mitte, die sich an der Flügeldeckennaht verbreitert und den roten Bereich am Ende der Flügeldecke (Apikalmakel) umgreifen kann. Weiterhin ist eine dreieckige Fläche um das Schildchen schwarz gefärbt. Auch die Naht kann schwarz sein.
Die roten Beine sind am Gelenk zwischen Schenkel und Schiene sowie an den Schienenenden geschwärzt, die Tarsen sind ebenfalls schwarz. Gelegentlich können die Beine auch völlig schwarz sein. Die Klauen sind kammförmig gezähnt (Abb. 2).

## Biologie
Der biologische Zyklus ist jährlich, wobei die Tiere als Imagines überwintern. Die Fortpflanzung findet im Frühjahr statt.
Man findet die Tiere gleichermaßen an sehr verschiedenen trockenen bis feuchten Standorten, an vermoosten Rändern stehender Gewässer, auf feuchten Wiesen, auf Sandtrockenrasen oder in Wäldern, auf Kräutern, Büschen oder Bäumen. Die Käfer sind gute Flieger und tagaktiv. Sie sind bis in subalpine Lagen anzutreffen, aber selten bis sehr selten. Sie leben räuberisch von verschiedenen Blattkäferarten. Auch die Larven jagen phytophage Insektenlarven (ektoparasitisch auf Larven von Galeruca tanaceti). Im Winter kann man sie am Fuß alter Bäume unter Rinde finden.

## Verbreitung
Die Art ist paläarktisch von Nordafrika bis Sibirien und Japan verbreitet und fehlt nur in den nördlichen Bereichen.